# Échassier (oiseau)
Grallae
Pour les articles homonymes, voir échassier.
Ordre
Les échassiers sont des oiseaux qui vivent dans des milieux aquatiques et qui disposent de longues pattes. Ils peuvent aller dans les eaux peu profondes des marais ou du bord de mer. La plupart sont migrateurs. Les bécasseaux, les échasses, les cigognes, les grues, les hérons et les pluviers sont des échassiers. Ce n'est plus un taxon valide.

## Histoire
Le terme est ancien en français puisqu'il apparait dans le Bulletin des sciences de la Société philomatique de Paris en 1799.
Carl von Linné, dans la sixième édition Systema Naturæ fonde sa classification pour les oiseaux sur la forme du bec et des points de références des pattes. Il définit ainsi les Grallae, un des six groupes d'oiseaux. Les autres groupes sont les Accipitres c'est-à-dire les rapaces, les pics au sens large, les Anseres - groupe des espèces proches des oies et des canards - les Gallinae - espèces proches des faisans et de la poule domestique - , les Passeres ou passereau. Ces groupes faisant miroir à ses six groupes de mammifères. Grallae signifie « échasse » en latin.
D'autres classifications comme celle de Heinrich Rudolf Schinz, Eduard Friedrich Poeppig, Johann Friedrich Naumann, Johann Jakob Kaup, Georges Cuvier ... ont encore utilisé la forme caractéristique des pattes des échassiers pour définir leur classification.
Par exemple, en 1828, René Primevère Lesson définissait le taxon des Grallatores, qui regroupait ces oiseaux aux pattes privées de plumes au-dessus du tarse et sans membranes entre les doigts des pieds. Cet ordre se subdivisait en quatre sous-ordres :
- les Coureurs Térétirostres ;
- les Hérodiens ou Cultrirostres ;
- les Limicoles comprenant les Pressirostres et les Longirostres ;
- les Macrodactyles.

Ce taxon a fini par devenir obsolète aux yeux de tous, car visiblement polyphylétique.